# 35. Goya-gála
A 35. Goya-gála során a 2020-ban bemutatott spanyol filmeket értékelték. A jelölteket az Academy of Cinematographic Arts and Sciences of Spain választotta ki. A málagai Teatro del Sohoban tartott ceremóniát a Televisión Española és a TVE Internacional közvetítették 2021. március 6-án. A műsor házigazdái Antonio Banderas és María Casado voltak. A jelöltek listáját Ana Belén és Dani Rovira jelentették be 2021. január 11-én, a bejelentést eredetileg január 18-ra tervezték, azonban a Filomena ciklon miatt el kellett halasztani. A gála során Ángela Molina kapta meg a tiszteletbeli Goya-díjat.
A ceremónia szabályain a Covid19-pandémia miatt enyhítettek, így a csak streamingszolgáltatásokon bemutatott filmek is indulhattak a díjakért. Továbbá a járványügyi korlátozások miatt a műsorvezetők, előadók és a nyerteseket bejelentő személyek ott lehettek a gála helyszínén, de a jelöltek videóhíváson tudtak csak részt venni.

## Győztesek és jelöltek
A nyertesek félkövérrel jelölve.

### Fő díjak
| Legjobb film | Legjobb rendező |
| --- | --- |
| - A lányok - Adú - Ane - Rosa esküvője - Szenvedélyes szomszédok                                                                                           | - Salvador Calvo – Adú - Juanma Bajo Ulloa – A baba - Icíar Bollaín – Rosa esküvője - Isabel Coixet – It Snows in Benidorm                                                                                  |
| Legjobb férfi főszereplő | Legjobb női főszereplő |
| - Mario Casas – No matarás - Javier Cámara – Szenvedélyes szomszédok - Ernesto Alterio – Normális világ - David Verdaguer – Egy mindenkiért                | - Patricia López Arnaiz – Ane - Amaia Aberasturi – Boszorkánygyülekezet - Kiti Mánver – El inconveniente - Candela Peña – Rosa esküvője                                                                     |
| [[[Goya-díj a legjobb férfi mellékszereplőnek\|Legjobb férfi mellékszereplő]]                                                                              | Legjobb női mellékszereplő |
| - Alberto San Juan – Szenvedélyes szomszédok - Álvaro Cervantes – Adú - Sergi López – Rosa esküvője - Juan Diego Botto – Los Europeos                      | - Nathalie Poza – Rosa esküvője - Juana Acosta – El inconveniente - Verónica Echegui – Explota Explota - Natalia de Molina – A lányok                                                                       |
| Legjobb új színész | Legjobb új színésznő |
| - Adam Nourou – Adú - Chema del Barco – El plan - Janick – Historias lamentables - Fernando Valdivielso – No matarás                                       | - Jone Laspiur – Ane - Paula Usero – Rosa esküvője - Milena Smit – No matarás - Griselda Siciliani – Szenvedélyes szomszédok                                                                                |
| Legjobb eredeti forgatókönyv | Legjobb adaptált forgatókönyv |
| - A lányok – Pilar Palomero - Adú – Alejandro Hernández - Historias lamentables – Claro García, Javier Fesser - Rosa esküvője – Alicia Luna, Icíar Bollaín | - Ane – David Pérez Sañudo, Marina Parés Pulido - Los Europeos – Bernardo Sánchez, Marta Libertad Castillo - Ismeretlen eredet – David Galán Galindo, Fernando Navarro - Szenvedélyes szomszédok – Cesc Gay |
| Legjobb iberoamerikai film | Legjobb európai film |
| - El olvido que seremos – Kolumbia - Kedves kém – Chile - La Llorona - A gyászoló asszony – Guatemala - Már nem vagyok itt – Mexikó                        | - Az apa - Corpus Christi - Tiszt és kém – A Dreyfus-ügy - Zuhanás |
| Legjobb új rendező | Legjobb animációs film |
| - Pilar Palomero – A lányok - David Pérez Sañudo – Ane - Bernabé Rico – El inconveniente - Nuria Giménez Lorang – My Mexican Bretzel                       | - Turuleca, az éneklő tyúk |

### Egyéb díjak
| Legjobb operatőr | Legjobb vágás |
| --- | --- |
| - A lányok – Daniela Cajías - Adú – Sergi Vilanova - Boszorkánygyülekezet – Javier Agirre - Egy döntés súlya – Ángel Amorós | - El año del descubrimiento – Sergio Jiménez - Adú – Jaime Colis - Egy döntés súlya – Fernando Franco, Miguel Doblado - A lányok – Sofi Escudé                                                                                       |
| Legjobb látványtervezés | Legjobb gyártásvezető |
| - Boszorkánygyülekezet – Mikel Serrano - Adú – César Macarrón - Egy döntés súlya – Montse Sanz - A lányok – Mónica Bernuy | - Adú – Ana Parra, Luis Fernández Lago - Boszorkánygyülekezet – Guadalupe Balaguer Trelles - Egy döntés súlya – Carmen Martínez Muñoz - It Snows in Benidorm – Toni Novella                                                          |
| Legjobb hang | Legjobb vizuális effektusok |
| - Adú – Eduardo Esquide, Jamaica Ruíz García, Juan Ferro, Nicolas de Poulpiquet - Boszorkánygyülekezet – Urko Garai, Josefina Rodriguez, Frédéric Hamelin, Leandro de Loredo - Egy döntés súlya – Coque Lahera, Nacho Royo-Villanova, Sergio Testón - El plan – Mar González, Francesco Lucarelli, Nacho Royo-Villanova | - Boszorkánygyülekezet – Mariano García Marty, Ana Rubio - Egy döntés súlya – Raúl Romanillos, Jean-Louis Billiard - Historias lamentables – Raúl Romanillos, Míriam Piquer - Ismeretlen eredet – Lluis Rivera Jove, Helmuth Barnert |
| Legjobb jelmeztervezés | Legjobb smink |
| - Boszorkánygyülekezet – Nerea Torrijos - Explota Explota – Cristina Rodríguez - A lányok – Arantxa Ezquerro - Los Europeos – Lena Mossum | - Boszorkánygyülekezet – Beata Wotjowicz, Ricardo Molina - Adú – Elena Cuevas, Mara Collazo, Sergio López - Explota Explota – Milu Cabrer, Benjamín Pérez - Ismeretlen eredet – Paula Cruz, Jesús Guerra, Nacho Díaz                 |
| Legjobb eredeti filmzene | Legjobb eredeti dal |
| - Boszorkánygyülekezet – Aránzazu Calleja, Maite Arroitajauregi - Adú – Roque Baños - A baba – Bingen Mendizábal, Koldo Uriarte - El verano que vivimos – Federico Jusid | - "Que no, que no" (María Rozalén) – Rosa esküvője - "Sababoo" (Cherif Badua, Roque Baños) – Adú - "El verano que vivimos" (Alejandro Sanz, Alfonso Pérez Arias) – El verano que vivimos - "Lunas de papel" (Carlos Naya) – A lányok |
| Legjobb rövidfilm | Legjobb animációs rövidfilm |
| - A la cara - 16 de decembro - Beef - Gastos incluidos - Lo efímero | - Blue & Malone: Casos Imposibles - Homeless Home - Metamorphosis - Vuela |
| Legjobb dokumentumfilm | Legjobb rövid dokumentumfilm |
| - El año del descubrimiento - Anatomía de un dandy - Cartas mojadas - My Mexican Bretzel | - Biografía del cadáver de una mujer - Paraíso - Paraíso en llamas - Sólo con peces |

## Műsorvezetők
A gálán az alábbi műsorvezetők működtek közre:
- Pedro Almodóvar
- Penélope Cruz
- Alejandro Amenábar
- Paz Vega
- J. A. Bayona
- Belén Cuesta
- Antonio de la Torre
- María Barranco
- Najwa Nimri
- Leonardo Sbaraglia
- Carlos Areces
- Julián López
- Adrián Lastra
- Hiba Abouk
- Maggie Civantos
- Marta Etura
- Natalia Verbeke
- Tristán Ulloa
- Daniela Santiago
- Jon Kortajarena
- Marta Nieto
- Antonio Velázquez
- Mónica Randall
- Verónica Forqué
- Elena Irureta
- Pedro Casablanc
- Jaime Chávarri
- Emma Suárez
- Marisa Paredes
- Roberto Álamo
- José Coronado
- Chus Gutiérrez
- Gracia Querejeta
- Ana María Ruiz

## Előadott számok
| Előadó        | Közreműködő előadó                        | Szám                                                                         |
| ------------- | ----------------------------------------- | ---------------------------------------------------------------------------- |
| Nathy Peluso  | Orquesta Sinfónica de Málaga              | "La Violetera"                                                               |
| Vanesa Martín | Orquesta Sinfónica de Málaga              | "Una nube blanca" (az "In Memoriam" szegmens részeként)                      |
| Diana Navarro | Carlos Latre Orquesta Sinfónica de Málaga | "Coplilla de las divisas" (a Luis García Berlanga tett tisztelgés részeként) |
| Aitana        | Orquesta Sinfónica de Málaga              | "Happy Days Are Here Again"                                                  |

## Fordítás
- Ez a szócikk részben vagy egészben  a(z)   35th Goya Awards című angol Wikipédia-szócikk fordításán alapul.  Az eredeti cikk szerkesztőit annak laptörténete sorolja fel. Ez a jelzés csupán a megfogalmazás eredetét és a szerzői jogokat jelzi, nem szolgál a cikkben szereplő információk forrásmegjelöléseként.